# Facteur neurotrophe dérivé de la glie

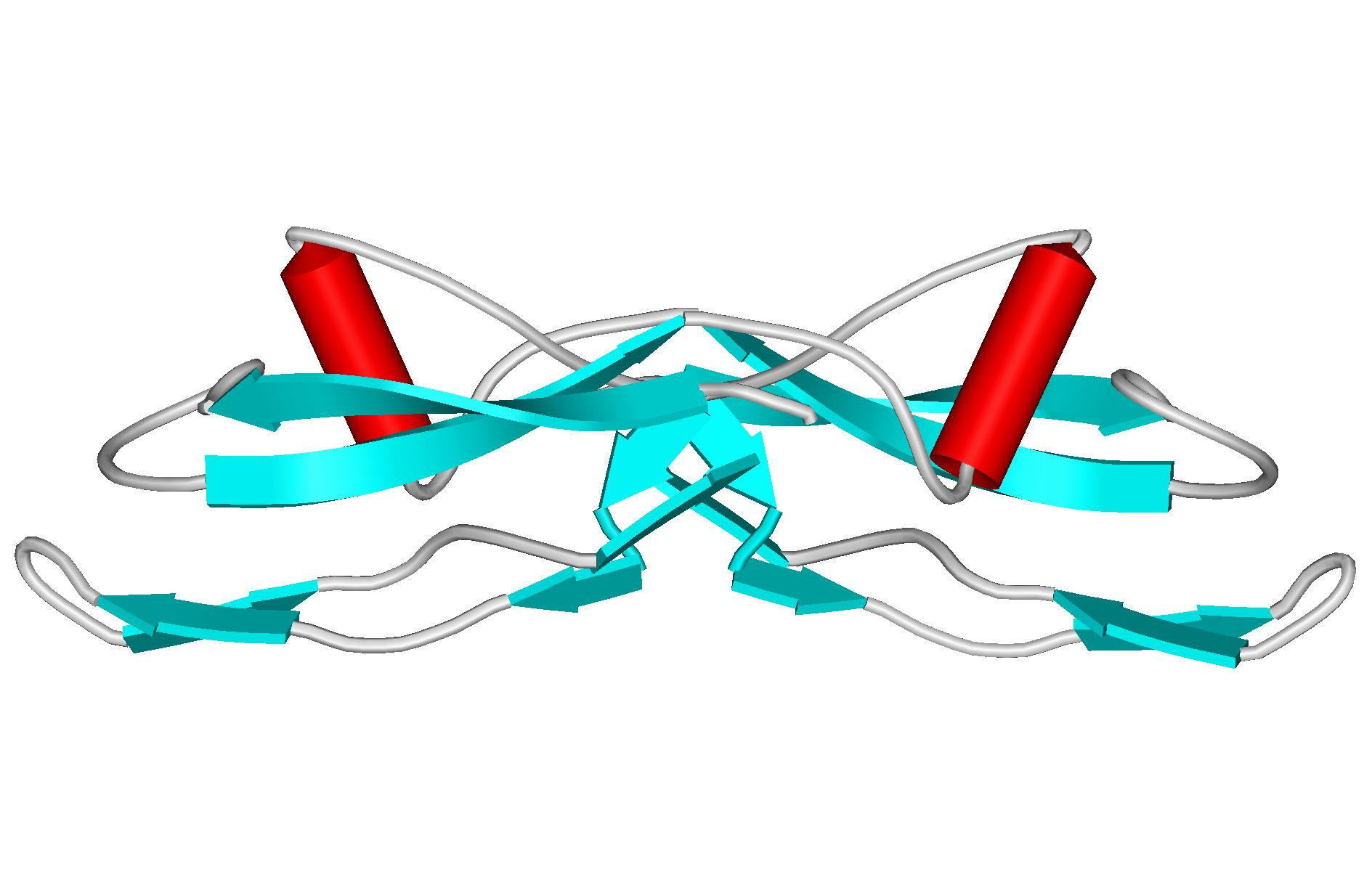
Le facteur neurotrophe dérivé de la glie, GDNF.

Le facteur neurotrophe dérivé de la glie, aussi connu comme le GDNF, est une petite protéine qui, chez l'humain, est codée par le gène GDNF et favorise fortement la survie de nombreux types de neurones.
Ce gène code un facteur neurotrophe hautement conservé au cours de l'évolution. La forme recombinante de cette protéine favorise la survie et la différenciation des neurones dopaminergiques en culture et est en mesure d'empêcher l'apoptose des neurones moteurs induite par axotomie. La protéine codée est transformée en une forme mature qui existe sous forme d'homodimère. C'est un ligand du produit du proto-oncogène RET (remanié lors de la transfection : « rearranged during transfection »). Le gène GDNF, en plus d'encoder la transcription du GDNF, permet la synthèse de deux autres protéines distinctes appelées facteurs trophiques dérivés des astrocytes. Des mutations de ce gène peuvent être associées à la maladie de Hirschsprung.
La principale caractéristique du GDNF est sa capacité à favoriser la survie des motoneurones et des cellules dopaminergiques, cellules qui meurent au cours de la sclérose latérale amyotrophique (SLA) et de la maladie de Parkinson, respectivement. Le GDNF régit également le développement du rein et la spermatogenèse et affecte la consommation d'alcool.
Le GDNF est le « membre fondateur » de la famille des ligands GDNF.

## Usages thérapeutiques
La Fondation Michael J. Fox s'est donné pour mission de tester l'applicabilité du GDNF par voie intranasale dans la maladie de Parkinson. Le Dr Waszczak a prouvé que l'administration de GDNF dans le striatum par cette voie était possible. Des études cliniques devraient suivre.